# Stazione di Edimburgo Waverley
La stazione di Edimburgo Waverly, chiamata semplicemente anche Waverley, è la principale stazione ferroviaria di Edimburgo, la capitale della Scozia. Copre un'area di oltre 100 000 m² nel centro della città ed è la seconda stazione ferroviaria del Regno Unito in termini di grandezza, dopo Waterloo station. È il terminale nord della East Coast Main Line e il terminale della deviazione di Edimburgo della West Coast Main Line. È la seconda stazione della Scozia come passeggeri dopo la stazione di Glasgow Centrale.

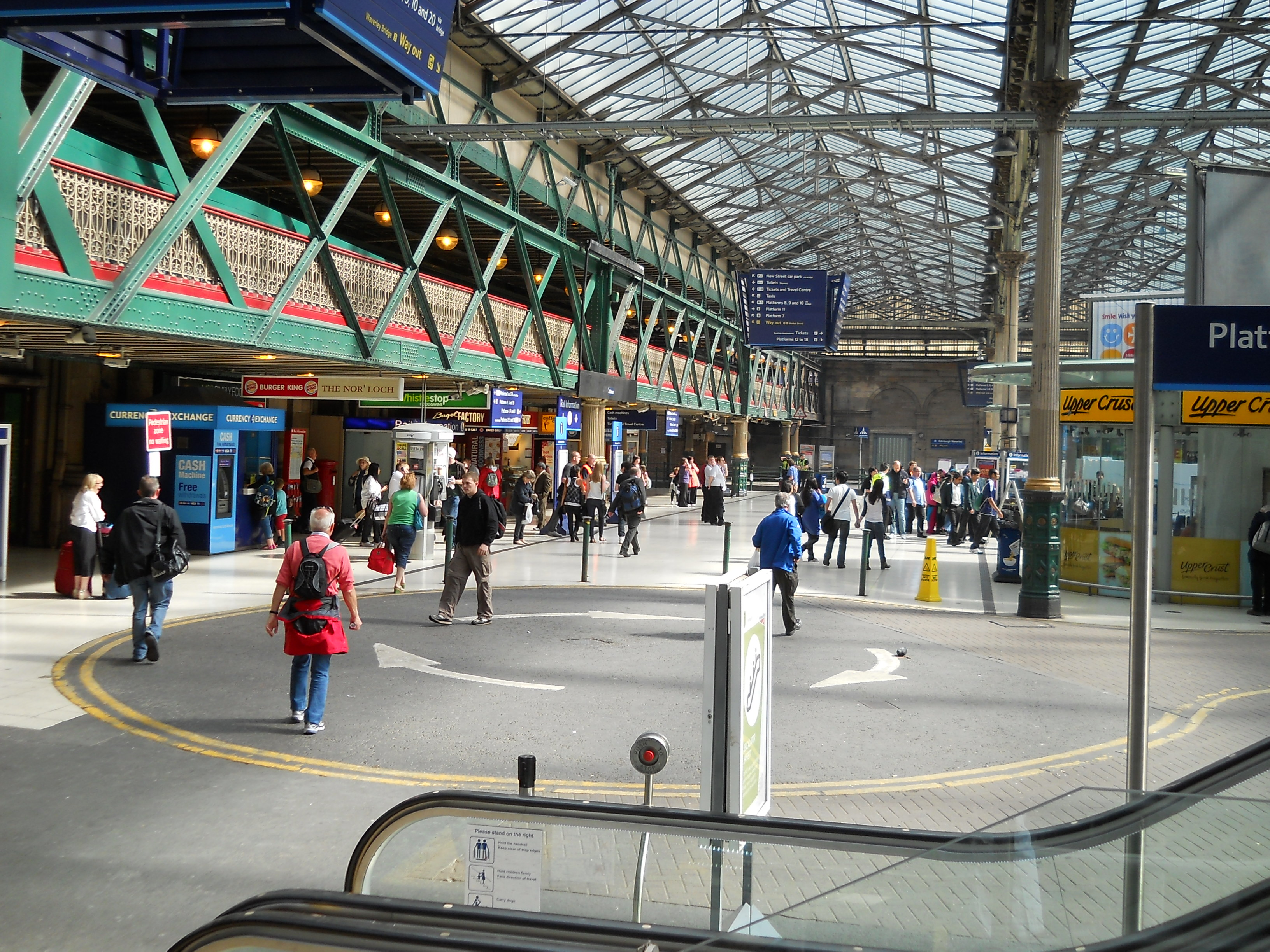
Interno della stazione